# Inflagranti
Az Inflagranti magyar könnyűzenei együttes. A csapat neve az in flagranti latin jogi kifejezésből származik, ami tettenérést jelentett, manapság inkább szexuális töltetet kapott a kifejezés. Az együttes tagja ezzel a névválasztással inkább azt akarták kifejezni, hogy egy pillanatot megfogni az időben, csak a zene és a művészet segítségével lehet.
Az együttes 1997-ben duóként alakult. Karló a Zeneakadémia faliújságjára egy hirdetést függesztett ki: „Zenei produkcióhoz kreatív zenésztársat keresek”-így szólt a felhívás. Az abban az évben kürt szakon diplomázó Fenyvesi Attilának (Athos) rögtön felkeltette a figyelmét a hirdetés, és felhívta a megadott telefonszámot. Miután összeismerkedtek és megmutatták egymásnak saját dalaikat, Inflagranti néven kezdtek el együtt dolgozni. Karlót még előző együttesének, a Mondd te Carlo-nak lemezszerződése a BMG-hez kötötte és ez bizonyos mértékben meghatározta az első kislemez stílusát.
A BMG-vel kötött féléves előszerződés lejárta után, 2000 februárjában szerződést írtak alá az EMI Hanglemezkiadó Kft.-vel, és néhány hónappal később megjelent első albumuk, Bármit megtennék címmel. A lemez címadó dala, a Bármit megtennék egészen a Mahasz összesített rádiós listájának második helyéig kúszott a következő kislemez a Te meg én ami a Joy együttes Valerie c. számának feldolgozása hetekig első volt ugyanitt. A szintén sikeres első album egyik meghatározó felvétele lett az Epigramma c. dal ami a megjelenést követő évben Jakab Líra díjat kapott. 2001-ben a „Bármit megtennék“ albumért Arany Zsiráf jelölést kaptak. Ebben az évben az új előadó kategóriában Yonderboi nyert. Csak 2001-ben 261 fellépésnek tett eleget a formáció és több sikeres zenei és szórakoztató műsor állandó szereplőjévé vált.
2003-ban az együttes négytagúvá bővült Fehér Attila (zenei producer-gitáros, a Micsoda nő ez a férfi c. dal és több ismert sláger szerzője), Idrányi Barna csatlakozásával, majd kiadták az együttes harmadik albumát Szeress úgy címmel. Az album címadó dala egy hónapig vezette a Danubius rádió 40-király slágerlistáját a hallgatók szavazatai alapján. Ugyanebben az évben a Dalnokok Ligája című zenés szórakoztató műsorban és versenyen elnyerték a legjobb hangszerelés díját a United zenekar Hófehér Jaguár c. dalának feldolgozásáért. (Hangszerelte: Ember Péter; vokál arrangements és ének: Fenyvesi Attila) Boldog vagyok c. felvételükhöz készült videóklip igazi kuriózum a magyar klippalettán mivel teljes egészében 3D eljárással készült videó, amelyben a motion capture technikát is alkalmazták! Komoly zenei szaklapok is elismerően nyilatkoztak róla. Készítette: Tóth Gergő és Koós Gergő.
2004-től a zenekar csak élő fellépéseket vállal ezzel lezárva egy hosszú klubzenei életben betöltött időszakot.
2005 elején, az egyik alapító tag, Karlovits Zsolt-Karlo kilépett a csapatból. Ebben az évben a Változtam album megjelenésével egyidőben lép a zenekarba Szász Ferenc-gitár, (Pribojszki Mátyás Band, Zsola és a Vad Orchideák, Road Kill Cafe) és Herr Attila (Besh o drom). A lemez tartalmilag és formailag is közelebb áll már a rock stílushoz mint az addig képviselt mainstream pop irányzathoz és az addigi legérettebb és legigényesebb produktumát jelenti az Inflagrantinak. Fellépnek több nagyszabású koncerten, többek között a Saragossa band előzenekaraként is több mint 10.000 fős tömeg előtt vagy a Balatonboglári borfesztiválon, szintén többezres nézőközönség előtt.
Az Inflagranti összes felvétele Attila saját stúdiójában az aArt-x-ben készült, néhány kivétellel összes dalának zenéjét és szövegét Fenyvesi Attila (Athos) jegyzi aki producerként és zeneszerzőként több külsős produkcióban is dolgozott, többek között Havasi Balázs-Nappalok és éjszakák c. lemezének is a zenei producere volt.
2014 júliusában több hosszabb-rövidebb külföldi koncertút után megjelent a zenekar Lennék valakié c. kislemeze, ezzel egy a korábbi hangzástól eltérő stílussal tért vissza a magyarországi pop/rock színtérre.

## Albumok
- 2000 – Bármit megtennék (EMI)
- 2001 – El nem mondott szó (EMI)
- 2003 – Szeress úgy (Szerzői/EMI)
- 2005 – Változtam (Szerzői)